# Gray Sargent
Gray Sargent (* 10. Juni 1953 in Attleboro, Massachusetts) ist ein amerikanischer Jazzgitarrist, der vor allem im Bereich des Mainstream Jazz hervorgetreten ist. 

## Leben und Wirken
Sargent, der aus einer musikalischen Familie stammt, hatte zunächst ab dem siebten Lebensjahr Klavierunterricht; mit elf Jahren entdeckte er die Gitarre. Zwischen 1975 und 1985 gehörte er mit Unterbrechungen zu den Combos von Illinois Jacquet, in dessen Bigband er ab 1990 auftrat. Daneben spielte er bei Ruby Braff und in George Weins Newport All-Stars. Größere Aufmerksamkeit erzielte seine Zusammenarbeit mit Dave McKenna und  Scott Hamilton. 1993 legte er ein eigenes Album bei Concord Records vor; auch gehörte er zu den Concord All Stars. Seit 1998 begleitete er Tony Bennett. Auch ist er auf Alben von Ralph Sharon, Herb Pomeroy, Cyndi Lauper, Bruce Abbott, John Travolta und Amy Winehouse zu hören.

## Diskographische Hinweise
- Dave McKenna: No More Ouzo for Puzo (Concord 1989)
- Shades of Gray (Concord 1993)
- Tony Bennett & Lady Gaga: Cheek to Cheek (2014)